# Maître d'art
Ne doit pas être confondu avec maître artisan en métier d'art.
Maître d’art est un titre propre à la France. Il est décerné à vie par le ministre de la Culture français à des professionnels des métiers d’arts qui possèdent un savoir-faire rare et souhaitent transmettre leurs connaissances.
Depuis la création du titre en 1994, cent quarante-et-un Maîtres d'art ont été nommés dans cent-un métiers artisanaux, classés en seize domaines d'activités différents. Quatre-vingt de ces lauréats sont encore en activité en 2021[réf. souhaitée].

## Le titre

### Définition et historique
Le titre de Maître d’art a été créé par le ministère de la Culture en 1994 afin de pérenniser les savoir-faire remarquables et rares des métiers d'art qui participent à la vie économique et culturelle française. À l'instar des « trésors nationaux vivants » du Japon, il valorise des compétences et des connaissances considérées comme des composantes fortes du patrimoine culturel immatériel. Une fois nommé, chaque Maître d'art s'engage à accueillir l’Élève avec lequel il a été sélectionné dans son atelier pendant trois ans et à lui transmettre son savoir-faire.
Selon la définition du ministère,
« un Maître d’Art est un professionnel d'excellence qui maîtrise des techniques et des savoir-faire exceptionnels. Il est reconnu par ses pairs pour son expérience, son expertise et ses compétences pédagogiques. Il doit être capable de transmettre ses connaissances et son tour de main à un élève afin qu'il les perpétue ».
En 2012, le ministère de la Culture a confié la gestion de la procédure de sélection et du Dispositif Maîtres d'art - Élèves à l’Institut national des métiers d’art.

### Les premiers nommés
| 1994 | 1995 |
| En 1994, 20 Maîtres d'art ont été nommés : | En 1995, 12 Maîtres d'art ont été nommés : |
| - Camille Berthaux, doreur sur cuir - Henri-Charles Desgrippes, restaurateur de meubles - Pierre Fouquet, céramiste - Jacques Gencel, chapelier - Bernard Gomond, passementier - Jean-Max Guérin, perruquier - posticheur - Anne Hoguet, éventailliste - Claude Kern, doreur au mercure - Gérard Le Floch, laqueur - André Lemarié, parurier haute couture - Antoine Leperlier, verrier (pâte de verre) - Michel Lorenzi, mouleur statuaire - Raymond Massaro, bottier - Reinhard von Nagel, facteur de clavecins - Jean Renouvel, sculpteur sur bois ornemaniste - Mylène Salvador, dentellière - Bernard Steff, gainier d'art - Stéphane Thomachot, archetier - François Verzier, tisserand - Bernard Werner, tourneur sur bronze d'art | - Bernard Aubertin, facteur et restaurateur d'orgues - Jacques Beaujoin, costumier - Renato Boaretto, fabricant et restaurateur d'automates - Gisèle Brivet, lissier - Pierre Debard, chapelier, modiste et formier - Georges Gay, fondeur - Daniel Gontard, textile - Pierre Lallier, imprimeur - Suzanne Maillot, brodeur - René Morel, tailleur in situ - René Remer, papier, graphisme et impression - Bernard Tisserant, bronzier |

### La liste des Maîtres d'art
L'annuaire des Maîtres d'art et de leurs Élèves est accessible sur le site officiel des Maîtres d'art.
La liste des neuf lauréats 2019 est accessible sur le site du ministère français de la Culture.

## Le programme Maîtres d'art - Élèves

### Procédure de sélection
L'appel à candidature est ouvert tous les deux ans. Le dossier doit être présenté en binôme : il implique un candidat Maître d'art et un candidat Élève.
La procédure de sélection est organisée par l'Institut National des Métiers d'Art d'après les consignes du ministère de la Culture. Les dossiers de candidature sont examinés par un Jury composé de professionnels des métiers d’art, de directeurs d’établissements et d’experts du ministère de la Culture. 
À l'issue de ses travaux, le Jury est chargé de remettre ses préconisations et son rapport à la Direction générale de la création artistique (DGCA) du ministère de la Culture. 

### Critères de sélection
Trois critères de sélection sont appliqués en 2021 :
- Le candidat Maître d'art doit être un professionnel des métiers d'art en exercice pouvant justifier d'une expérience professionnelle significative et possédant un savoir-faire remarquable et rare pour lequel il n'existe que peu ou plus de formations,
- Le candidat Maître d'art doit s'engager à transmettre à son Élève, au sein de son atelier, la maîtrise des gestes et techniques les plus complexes de son métier,
- Le candidat Élève doit posséder un premier diplôme et une première expérience professionnelle (quels qu'en soient les domaines) et justifier d'un statut socioprofessionnel (salarié ou indépendant).

En outre, mais ce critère n'est pas explicite dans la notice d'appel à candidature 2021 :
- La candidature doit faire l'objet d'un programme de transmission cohérent, construit conjointement par le binôme, avec un contenu détaillé et une description précise de sa mise en œuvre,
- Le candidat Élève doit présenter le projet professionnel et économique qu'il souhaite concrétiser à l'issue de la transmission.

### Fonctionnement
L'encadrement des transmissions de savoir-faire et l'accompagnement des Maîtres d'art et des Élèves sont assurés par le Dispositif Maîtres d'art - Élèves dont le pilotage a été confié par le ministère de la Culture à l'Institut national des métiers d'art. 
Chaque Maître d'art, après sa nomination, s'engage à transmettre son savoir-faire et ses connaissances à son Élève. Pendant trois ans, il reçoit une allocation annuelle du ministère de la Culture et bénéficie du soutien pédagogique de l'Institut national des métiers d'art. 
Le Dispositif Maîtres d'art - Élèves accompagne le Maître d'art dans sa mission et l’Élève dans son parcours et ses choix professionnels.

### Publications
En 2018 et 2019, le « Dispositif Maîtres d'art - Élèves » a soutenu la publication de deux ouvrages, parus aux Éditions des Cendres : 
- Dessins de geste. Gravure et poinçon typographique, Nelly Gable et Annie Bocel
- La lumière en héritage, Fanny Boucher.

## Métiers et savoir-faire rares distingués par le titre
Dans l'annuaire des Maîtres d'art, en 2021, cent-un métiers artisanaux rares sont classés en seize domaines d'activités :
1. Ameublement et décoration
2. Architecture et jardins
3. Céramique
4. Restauration
5. Spectacle
6. Papier, graphisme et impression
7. Jeux, jouets et ouvrages mécaniques
8. Bijouterie joaillerie orfèvrerie horlogerie
9. Cuir
10. Facture instrumentale
11. Luminaire
12. Mode et Accessoires
13. Métal
14. Tabletterie
15. Textile
16. Verre et Cristal

Les savoir-faire distingués par le titre de Maître d'art sont des spécialités pour lesquelles il n'existe presque plus de formation accessible en France. Parmi eux, on peut citer :
- La broderie au fil d'or,
- Le savoir-faire de chaumier[m 1],
- Le savoir-faire de plumassier[m 2],
- La facture d'orgues[m 3],
- L'héliogravure, un savoir-faire inscrit à l'inventaire du patrimoine culturel immatériel français[m 4],
- La gravure de poinçons typographiques, un savoir-faire inscrit à l'inventaire du patrimoine culturel immatériel français[m 5]
- La marqueterie de paille,
- La marqueterie de pierres dures,
- La restauration de véhicules de collection

## Enjeux et impacts
Le titre de Maître d'art est d'abord une reconnaissance attribuée par le ministère de la Culture. Cette distinction est la marque d'un savoir-faire rare et maîtrisé. Il symbolise également les valeurs liées à la transmission. 
Le rôle du Dispositif Maîtres d'art - Élèves est de perpétuer les savoir-faire utiles à la préservation du patrimoine et à la création artistique contemporaine. Il favorise la transmission des connaissances et des gestes liés à ces savoir-faire et accompagne les Élèves dans le développement de projets professionnels viables.
Au terme de la transmission, de nombreux Élèves créent leur propre activité ou reprennent l'atelier du Maître d'art qui les a formés.

### Premiers nommés
1. ↑  « Camille Berthaux ».
2. ↑  « Henri-Charles Desgrippes ».
3. ↑  « Pierre Fouquet ».
4. ↑  « Jacques Gencel ».
5. ↑  « Bernard Gomond ».
6. ↑  « Jean-Max Guérin ».
7. ↑  « Anne Hoguet ».
8. ↑  « Claude Kern ».
9. ↑  « Gérard Le Floch ».
10. ↑  « André Lemarié ».
11. ↑  « Antoine Leperlier ».
12. ↑  « Michel Lorenzi ».
13. ↑  « Raymond Massaro ».
14. ↑  « Reinhard von Nagel ».
15. ↑  « Jean Renouvel ».
16. ↑  « Mylène Salvador ».
17. ↑  « Bernard Steff ».
18. ↑  « Stéphane Thomachot ».
19. ↑  « François Verzier ».
20. ↑  « Bernard Werner ».
21. ↑  « Bernard Aubertin », sur maitredart.fr (consulté le 29 septembre 2021).
22. ↑  « Jacques Beaujoin », sur maitredart.fr (consulté le 29 septembre 2021).
23. ↑  « Renato Boaretto », sur maitredart.fr (consulté le 29 septembre 2021).
24. ↑  « Gisèle Brivet », sur maitredart.fr (consulté le 29 septembre 2021).
25. ↑  « Pierre Debard », sur maitredart.fr (consulté le 29 septembre 2021).
26. ↑  « Georges Gay », sur maitredart.fr (consulté le 29 septembre 2021).
27. ↑  « Daniel Gontard », sur maitredart.fr (consulté le 29 septembre 2021).
28. ↑  « Pierre Lallier », sur maitredart.fr (consulté le 29 septembre 2021).
29. ↑  « Suzanne Maillot », sur maitredart.fr (consulté le 29 septembre 2021).
30. ↑  « René Morel », sur maitredart.fr (consulté le 29 septembre 2021).
31. ↑  « René Remer », sur maitredart.fr (consulté le 29 septembre 2021).
32. ↑  « Bernard Tisserant », sur maitredart.fr (consulté le 29 septembre 2021).

### Métiers
1. ↑  « Fiche métier chaumier ».
2. ↑  « Fiche métier plumassier ».
3. ↑  « Fiche métier facture d'orgues ».
4. ↑  « Inventaire national du PCI ».
5. ↑  Nelly Gable et Elodie Bayart, « La gravure de poinçons typographiques », sur culture.gouv.fr, 6 février 2018 (consulté le 29 janvier 2021).

### Expositions
- « Les Maîtres d'Art », Palais Royal, Paris 2010
- « RElève, les Élèves du Dispositif Maîtres d'art - Élèves exposent », Institut National des Métiers d'Art, Paris, 2016
- « Les Maîtres d'Art du Grand Est », Strasbourg, 2019
- « Femmes Maîtres d'Art. A la rencontre des gardiennes du savoir », Toulouse, 2019
- « Maîtres d'Art - 25 ans », Palais Royal, Paris 2019